# Herb gminy Kondratowice
Herb gminy Kondratowice – symbol gminy Kondratowice.

## Wygląd i symbolika
Herb przedstawia na tarczy dzielonej w słup w polu lewym złotym zieloną gałąź dębu z trzema liśćmi i trzema żołędziami, a pod nią trzy złote kłosy zboża z zielonym konturem, natomiast w polu prawym pół srebrnej lilii heraldycznej na czerwonym tle.